# سبزقبای دم‌پارویی
سبزقبای دم‌پارویی(نام علمی: Coracias spatulatus) نام یک گونه از تیره سبزقبا است.